# Brachionidium haberi
Brachionidium haberi är en orkidéart som beskrevs av Carlyle August Luer. Brachionidium haberi ingår i släktet Brachionidium och familjen orkidéer.
Artens utbredningsområde är Costa Rica. Inga underarter finns listade i Catalogue of Life.